# Arnold Sommerfeld
Arnold Sommerfeld (født 5. december 1868 i Königsberg, død 26. april 1951 i München) var en tysk fysiker, som var en pioner inden for atom- og kvantefysiken.
Sommerfeld fik sin doktorgrad i 1891 fra universitetet i Königsberg, hvor han studerede matematik. Efter sin habilitation i Göttingen, arbejdede Sommerfeld på Bergakademie Clausthal, det Tekniske Universitet i Aachen og universitetet i München.
I 1906 blev han tildelt en plads ved universitetet i Leiden. Fra 1916 arbejdede han på udviklingen af kvanteteorien, inden for rammerne af den såkaldte "gamle" kvanteteori, som hovedsagelig var baseret på atommodellen af Niels Bohr. I 1919 udgav han Atombau und Spektrallinien, et værk som blev anset som autoritativt indtil den "nye" kvanteteori blev udviklet i tyverne. I 1924 blev han tildelt Matteuccimedaljen.
Blandt Sommerfelds studerende indgår Hans Bethe, Werner Heisenberg, Wolfgang Pauli, og hollænderen Peter Debye.
Han blev nomineret til nobelprisen i fysik 84 gange, men modtog aldrig prisen.